# Долни Иримлик
Долни (Долен) Иримлик (на румънски: Râmnicu de Jos) е село в окръг Кюстенджа, Северна Добруджа, Румъния.

## История
До 1940 година в Долни Иримлик има българско население, което се изселва в България по силата на подписаната през септември същата година Крайовската спогодба.